# Parákoila
Parákoila är en ort i Grekland.   Den ligger i prefekturen Nomós Lésvou och regionen Nordegeiska öarna, i den östra delen av landet, 250 km nordost om huvudstaden Aten. Parákoila ligger 59 meter över havet och antalet invånare är 881. Den ligger på ön Lesbos.
Terrängen runt Parákoila är kuperad åt nordväst, men åt sydost är den platt. Havet är nära Parákoila åt sydost.  Närmaste större samhälle är Polichnítos, 10,4 km söder om Parákoila. 